# Viktor Altmann
Viktor Altmann (* 7. März 1900 in Wien; † 10. März 1960 in Monte Carlo) war ein österreichischer politischer Aktivist. Er war in den 1930er Jahren führend in der österreichischen Heimwehrbewegung tätig. Gleichzeitig war er auch als Unterhaltungskomponist erfolgreich.

## Leben und Tätigkeit
Altmann war der Sohn eines k.k. Landesgerichtspräsidenten. Er studierte nach dem Schulbesuch Rechtswissenschaften („Jus“). Mit offiziellem Datum vom 22. Juli 1925 promovierte er an der Universität Wien zum Dr. phil. Er arbeitete als Hochschulassistent und wurde anschließend Polizeioberkommissär. Er erreichte mindestens den Rang eines Polizeirates.
Als Monarchist betätigte Altmann sich in den 1930er Jahren in der – von ihm mitgegründeten – österreichischen Heimwehrbewegung. Er wurde einer der engsten Mitarbeiter von Emil Fey, für den er Aufgaben als Adjutant und Pressechef übernahm. Im Mitarbeiterstab von Fey war Altmann, mit den Worten Hellmut Andics', „eine Art privater Außenminister des Vizekanzlers“, der für Fey unterirdische Verbindungen zu auswärtigen Gesandtschaften und Journalisten herstellte.
Die nationalsozialistischen Polizeiorgane verdächtigten Altmann zudem, wie aus einem erhalten gebliebenen Untersuchungsakt hervorgeht, der Autor des 1933 in der Österreichischen Staatsdruckerei publizierten Werkes Braunbuch. Hakenkreuz gegen Österreich zu sein, einer Kampf- und Aufklärungsschrift, die sich gegen die Zersetzungsarbeit der österreichischen Nationalsozialisten gegen den österreichischen Staat mit dem Ziel seiner Zerstörung und seiner Eingliederung in das Deutsche Reich richtete.
Altmann war nebenbei seit 1933 als Komponist von Unterhaltungsmusik tätig, darunter ist auch die Filmmusik zu Der Pfarrer von Kirchfeld (1937).
Nach der Annexion Österreichs durch das Deutsche Reich im März 1938 floh Altmann über die Schweiz und Frankreich nach Großbritannien. Die Nationalsozialisten bürgerten ihn am 21. August 1942 aus und gaben seine Ausbürgerung im Reichsanzeiger (Nr. 198 vom 25. August 1942) bekannt. Des Weiteren wurde ihm sein Doktorgrad am 11. September 1943 aufgrund seiner Abstammung aberkannt, da er „als Jude als eines akademischen Grades einer deutschen Hochschule unwürdig“ angesehen wurde (die Aberkennung wurde von der Universität Wien am 15. Mai 1955 rückgängig gemacht bzw. für von Anfang an nichtig erklärt).
Das Reichssicherheitshauptamt (RSHA) in Berlin setzte ihn im Frühjahr 1940 auf die Sonderfahndungsliste G.B., ein Verzeichnis von Personen, die im Falle einer erfolgreichen Invasion und Besetzung der britischen Inseln durch die Wehrmacht von den Besatzungstruppen nachfolgenden Sonderkommandos der SS mit besonderer Priorität ausfindig gemacht und verhaftet werden sollten.
Er war in Großbritannien von 1939 bis 1942 als Enemy Alien interniert.
In Großbritannien stand Altmann wahrscheinlich in Kontakt mit dem britischen Nachrichtendienst.